# Menina Izildinha
Maria Izilda de Castro Ribeiro, plus connue sous le nom de sainte Izildinha, également surnommée l'Ange du Seigneur, née le 17 juin 1897 à Póvoa de Lanhoso (Portugal) et morte le 24 mai 1911 à Guimarães (Portugal), est une jeune catholique portugaise, vénérée comme une sainte au Brésil, malgré l'absence de reconnaissance officielle.

## Histoire

### Une vie courte et pieuse
Maria est la fille d'Aurélio Ribeiro et d'Ana Castro. Elle a cinq frères : Constantin, José Bernardo, Antonio, Fernando et Julio Castro. Baptisée le 2 septembre 1897, ses parents lui choisissent pour parrain le Père John Duarte Macedo et pour marraine la Vierge Marie. Décrite par sa famille comme « joyeuse et chaleureuse », elle joue du piano, va à l'école primaire jusqu'à onze ans et développe une forte dévotion aux anges et à la Vierge Marie. 
Mais la santé de Maria Izilda se détériore grandement. En 1911, on lui diagnostique une leucémie. Sa famille la met en quarantaine tandis que Maria accepte la maladie sans se plaindre de la douleur. Sa seule inquiétude concerne l'avenir de sa famille, qui dépense énormément d'argent pour elle. Elle meurt finalement le 24 mai 1911 à l'âge de 14 ans. Ses derniers mots, adressés à son grand-père, auraient été : « Jésus vient me prendre ».

### L'«Ange du Seigneur»
Plusieurs années après sa mort, Fernando et sa femme Rosa reçoivent des visites de Maria dans leurs songes. En 1950, Fernando rapporte que Maria lui serait apparu et lui aurait demandé de déplacer son corps au Brésil, où vit son autre frère, Constantin. Le 1er août 1950, alors que le corps de la fillette est exhumé trente-neuf ans après sa mort, il apparaît encore en parfait état. Des fleurs seraient également présentes dans le cercueil. Les villageois croient alors à un miracle et Izilda devient une sainte populaire, vénérée comme Menina Izildinha l'« Ange du Seigneur ».
Le 8 mars 1958, la ville de Santos organise une grande procession pour l'arrivée du corps de la fillette au Brésil. Près de 10 000 personnes se pressent autour du cercueil. Le corps est aujourd'hui conservé dans un mausolée de marbre et de bronze, au sanctuaire de Monte Alto (État de São Paulo). De nombreux miracles auraient lieu près de son corps. En 2004, Luís Antônio Guimarães, administrateur du sanctuaire, confirme que le corps est toujours en parfait état, quatre-vingt-treize ans après sa mort, et que des roses rouges se seraient même mystérieusement développées autour du corps.

## Vénération

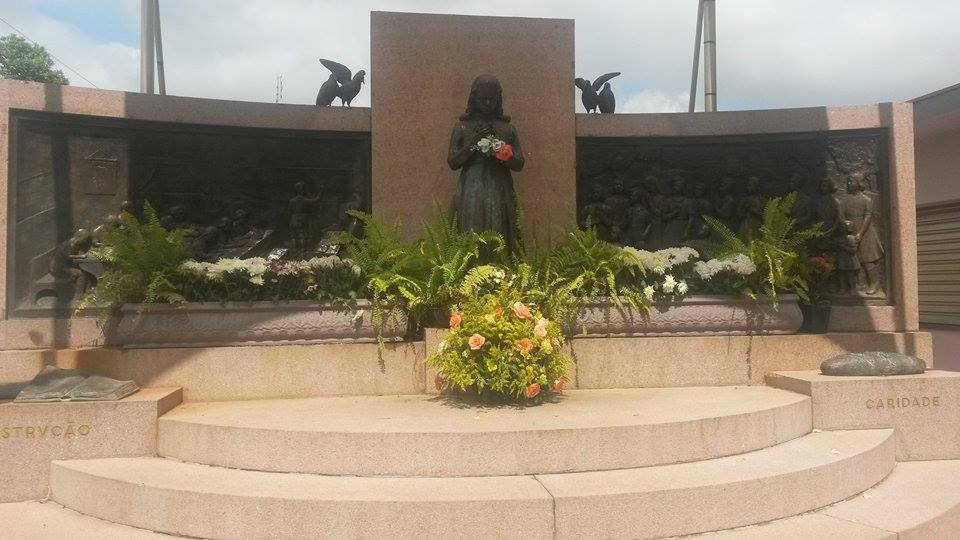
Le mausolée d'Izildinha, à Monte Alto.

Le sanctuaire de Menina Izildinha, situé à Monte Alto, devient un lieu de foi et de louange pour les habitants de la ville. Chaque année, au début du mois de juin, des dizaines de milliers de dévots y viennent en pèlerinage. Des célébrations de masse sont organisées pour fêter l'anniversaire de sa naissance. Elles commencent par une procession marquée par les neuvaines, le chapelet et les chansons dédiées à Menina Izildinha. Enfin, une fête est organisée en faveur des œuvres sociales, des institutions caritatives et des orphelinats. 
Bien que Menina Izildinha est pas officiellement reconnue sainte par l'Église catholique, nombre de ses membres brésiliens ont approuvé le phénomène et encouragé la dévotion envers la jeune sainte populaire. Celle-ci est traditionnellement vénérée comme la sainte patronne des jeunes enfants et des adolescents ainsi que des pauvres. Elle est également sollicitée pour la guérison des malades.